# سامي د.
سامي د. (بالعبرية: סמי די‏) هو مصمم إسرائيلي، ولد في 1968 في فرنسا.